# Nikola Kalinić (cestista)
Nikola Kalinić (in serbo Никола Калинић?; Subotica, 8 novembre 1991) è un cestista serbo.
È figlio dell'ex giocatore di tennistavolo Zoran Kalinić e di Dragica Tošić, ex giocatrice di pallamano. Suo fratello maggiore Uroš è un giocatore di pallanuoto, mentre sua sorella Mina è anch'essa una giocatrice di pallamano.
Si è ferito al mento durante la sua infanzia, infortunio che gli ha lasciato una deformazione, nonostante l'intervento chirurgico a cui è stato sottoposto. Nikola ha affermato di non provare dolore.

## Carriera

### Club

#### Primi anni
Ha fatto il suo esordio nel basket professionistico con la maglia dello Spartak Subotica, la squadra della sua città natale. Nella stagione 2010-11, Kalinić ha vestito la maglia del KK Novi Sad, passando poi per le due stagioni successive al Vojvodina Srbijagas.
Nel luglio 2013 firma un contratto triennale con il Radnički Kragujevac. In 25 partite giocate in ABA Liga, Kalinić ha segnato 6.4 punti e preso 4.0 rimbalzi di media a partita.

#### Crvena zvezda
Il 21 luglio 2014 firma un altro contratto triennale con il KK Crvena zvezda. Nella sua prima stagione di EuroLeague, Kalinić ha terminato la stagione con 9.2 punti, 3.9 rimbalzi e 2 assist di media a partita nelle 24 partite giocate. Inoltre la stagione si è conclusa con la vittoria della Triple Crown, grazie ai successi in campionato, Coppa di Serbia ed ABA Liga.

#### Fenerbahçe
Il 31 luglio 2015, Crvena zvezda annuncia il passaggio di Kalinić al Fenerbahçe dopo il pagamento di un buyout di un milione di euro da parte della squadra turca. Il 12 agosto 2015, anche il Fenerbahçe ufficializza l'acquisto, Kalinić firma un contratto biennale con un'opzione per il terzo anno.
Nella sua prima stagione in Turchia vince la coppa di Turchia, battendo in finale il Darüşşafaka per 67–65. Nella stessa stagione, il Fenerbahçe raggiunge la finale di Euroleague, venendo però battuto ai tempi supplementari dal CSKA Mosca per 96–101. In 29 partite di Euroleague, Kalinić ha chiuso con 4.6 punti e 3.3 rimbalzi di media a partita. La stagione del Fenerbahçe si conclude con la vittoria della Basketbol Süper Ligi.
Il 7 luglio 2017 prolunga il proprio contratto con il Fenerbahçe per altre tre stagioni. Nella stagione 2017-18 di Euroleague, Kalinić ed il Fenerbahçe tornano a giocarsi le Final Four per la quarta volta consecutiva, senza però riuscire a vincere il titolo; infatti la squadra turca viene battuta in finale dal Real Madrid per 80–85. Nelle sue 19 partite giocate in EuroLeague, Kalinić ha segnato 5.5 punti, aggiungendo 1.6 rimbalzi e 1.2 assist di media a partita.

#### Valencia
Dopo cinque anni in Turchia, il 18 luglio 2020 firma un contratto annuale con il Valencia, giocando ancora un altro anno in EuroLeague.

#### Ritorno alla Crvena zvezda
Al termine del suo contratto con il Valencia firma un contratto biennale con opzione di uscita dopo il primo anno, con il KK Crvena zvezda, tornando in patria.

### Nazionale
Ha vestito per la prima volta la maglia della nazionale maggiore serba ad EuroBasket 2013. È stato anche convocato da Aleksandar Đorđević per i mondiali del 2014, dove la Serbia ha vinto la medaglia d'argento.
Nel 2015 viene ancora convocato per EuroBasket 2015. Nella prima fase del campionato, la Serbia vince tutte le gare del girone B, eliminando successivamente Finlandia e Rep. Ceca rispettivamente agli ottavi ed ai quarti di finale. La Serbia viene però battuta in semifinale dalla Lituania per 67–64, perdendo anche la finale per il terzo posto contro i padroni di casa della Francia per 81–68. Nelle 9 partite giocate, Kalinić ha segnato 5.8 punti di media, insieme a 2.1 rimbalzi e 1.7 assist a partita.
È stato convocato anche per le Olimpiadi estive del 2016, dove la ha vinto la medaglia d'argento, venendo battuta in finale dagli Stati Uniti per 96–66.

## Statistiche

### EuroLeague
| Anno       | Squadra      | PG  | PT  | MP   | TC%  | 3P%  | TL%  | RP  | AP  | PRP | SP  | PP   |
| ---------- | ------------ | --- | --- | ---- | ---- | ---- | ---- | --- | --- | --- | --- | ---- |
| 2014-2015  | Stella Rossa | 24  | 10  | 26,0 | 42,9 | 35,5 | 62,7 | 3,9 | 2,0 | 0,8 | 0,2 | 9,2  |
| 2015-2016  | Fenerbahçe   | 29  | 13  | 18,9 | 43,4 | 24,2 | 71,1 | 3,3 | 1,2 | 0,4 | 0,2 | 4,6  |
| 2016-2017† | Fenerbahçe   | 33  | 20  | 24,0 | 48,2 | 34,7 | 83,7 | 3,1 | 1,5 | 0,8 | 0,3 | 7,5  |
| 2017-2018  | Fenerbahçe   | 19  | 13  | 17,5 | 49,4 | 28,6 | 80,0 | 1,6 | 1,2 | 0,5 | 0,2 | 5,5  |
| 2018-2019  | Fenerbahçe   | 35  | 16  | 25,5 | 48,4 | 39,8 | 78,5 | 3,3 | 1,8 | 0,7 | 0,2 | 9,6  |
| 2019-2020  | Fenerbahçe   | 26  | 12  | 22,9 | 42,6 | 31.4 | 87,0 | 2,5 | 1,7 | 0,8 | 0,1 | 6,6  |
| 2020-2021  | Valencia     | 34  | 25  | 26,4 | 60,5 | 33,3 | 78,9 | 3,4 | 3,2 | 0,9 | 0,4 | 10,4 |
| 2021-2022  | Stella Rossa | 32  | 32  | 30,0 | 43,6 | 27,6 | 71,7 | 3,9 | 3,4 | 1,0 | 0,1 | 12,6 |
| 2022-2023  | Barcellona   | 38  | 26  | 22,3 | 47,8 | 40,5 | 70,0 | 3,3 | 1,6 | 0,7 | 0,2 | 6,4  |
| 2023-2024  | Barcellona   | 39  | 38  | 24,3 | 42,9 | 40,6 | 58,1 | 3,8 | 2,4 | 0,8 | 0,1 | 7,3  |
| Carriera   | Carriera     | 309 | 205 | 24,0 | 46,2 | 34,8 | 74,1 | 3,3 | 2,0 | 0,8 | 0,2 | 8,1  |

### Campionato
Aggiornate al 16 luglio 2021.
| Stagione | Squadra                | Campionato | PG | MP   | TC%  | 3P%  | TL%  | RP  | AP  | PRP | SP  | PP   |
| -------- | ---------------------- | ---------- | -- | ---- | ---- | ---- | ---- | --- | --- | --- | --- | ---- |
| 2010-11  | KK Vojvodina Srbijagas | KLS        | 23 | 23,2 | 53,6 | 23,8 | 80,6 | 3,4 | 0,7 | 1,3 | 0,7 | 7,7  |
| 2011-12  | KK Vojvodina Srbijagas | KLS        | 34 | 24,4 | 58,6 | 32,3 | 72,6 | 3,8 | 1,7 | 1,6 | 0,4 | 9,0  |
| 2012-13  | KK Vojvodina Srbijagas | KLS        | 42 | 26,0 | 60,3 | 38,1 | 77,6 | 4,2 | 2,1 | 1,3 | 0,3 | 10,6 |
| 2013-14  | KK Radnički            | KLS        | 24 | 22,6 | 42,9 | 30,0 | 74,0 | 3,8 | 1,4 | 0,9 | 0,3 | 6,4  |
| 2014-15  | KK Crvena zvezda       | KLS        | 18 | 23,1 | 57,7 | 35,8 | 62,7 | 3,9 | 1,9 | 1,5 | 0,3 | 9,9  |
| 2014-15  | KK Crvena zvezda       | ABA Liga   | 34 | 22,8 | 61,8 | 38,2 | 71,8 | 4,1 | 1,5 | 1,0 | 0,6 | 10,1 |
| 2015-16  | Fenerbahçe             | BSL        | 34 | 27,9 | 52,7 | 36,4 | 79,2 | 4,0 | 2,8 | 0,8 | 0,1 | 11,5 |
| 2016-17  | Fenerbahçe             | BSL        | 34 | 24,5 | 50,0 | 41,2 | 74,3 | 2,9 | 2,0 | 0,9 | 0,2 | 8,4  |
| 2018-19  | Fenerbahçe             | BSL        | 30 | 27,9 | 52,7 | 36,4 | 79,2 | 4,0 | 2,8 | 0,8 | 0,1 | 11,5 |
| 2019-20  | Fenerbahçe             | BSL        | 15 | 26,7 | 46,2 | 25,5 | 93,3 | 2,9 | 3,3 | 0,9 | 0,2 | 9,2  |
| 2020-21  | Valencia               | ACB        | 41 | 23,3 | 55,9 | 39,2 | 80,4 | 3,8 | 2,8 | 0,9 | 0,2 | 9,8  |

## Palmarès

### Squadra
- Campionato serbo: 2

Stella Rossa Belgrado: 2014-15, 2021-22
- Coppa di Serbia: 3

Stella Rossa Belgrado: 2015, 2022, 2025
- Lega Adriatica: 2

Stella Rossa Belgrado: 2014-15, 2021-22
- Campionato turco: 3

Fenerbahçe: 2015-16, 2016-17, 2017-18
- Coppa di Turchia: 3

Fenerbahçe: 2016, 2019, 2020
- Coppa del Presidente: 2

Fenerbahçe: 2016, 2017
- Eurolega: 1

Fenerbahçe: 2016-17
- Campionato spagnolo: 1

Barcellona: 2022-23
- Liga catalana: 2

Barcellona: 2022, 2023

### Individuale
- MVP Lega Adriatica: 1

Stella Rossa Belgrado: 2021-22
- Quintetto ideale della ABA Liga: 1

Stella Rossa Belgrado: 2021-22